# Rio Ghilănoiu
O Rio Ghilănoiu é um rio da Romênia, afluente do Bârlad, localizado no distrito de Vaslui.